# Les Petites-Armoises
Les Petites-Armoises è un comune francese di 64 abitanti situato nel dipartimento delle Ardenne nella regione del Grand Est.

## Società

### Evoluzione demografica
Abitanti censiti